# Port Elizabeth (San Vicente y las Granadinas)
Port Elizabeth es una ciudad situada en la isla de Bequia, que forma parte de la cadena de las Islas Granadinas. Es la capital de la parroquia de las Granadinas.